# Phyllosticta nicotianae
Phyllosticta nicotianae är en svampart som beskrevs av Ellis & Everh. 1893. Phyllosticta nicotianae ingår i släktet Phyllosticta och familjen Botryosphaeriaceae.   Inga underarter finns listade i Catalogue of Life.